# 350-es busz (Kecskemét)
A kecskeméti 303-as jelzésű autóbusz Máriaváros, vasútállomás és a Széchenyiváros között közlekedik az Ipoly utcán át. A viszonylatot a Kecskeméti Közlekedési Központ megrendelésére az Inter Tan-Ker Zrt. üzemelteti.

## Története
A járatot 2020. december 13-án indították, csatlakozást biztosítva Máriaváros vasútállomásnál a vasútra.

## Útvonala
| Máriaváros, vasútállomás → Széchenyiváros → Ipoly utca → Máriaváros, vasútállomás | Máriaváros, vasútállomás → Ipoly utca → Széchenyiváros → Máriaváros, vasútállomás |
| --- | --- |
| Máriaváros, vasútállomás - Szent Miklós utca - Mária körút - Árpád körút - Küküllő utca - Ipoly utca - Botond utca - Szent Miklós utca - Tatár sor - Jász utca - Nyíri út - Március 15. utca - Irinyi utca - Akadémia körút - Nyíri út - Hétvezér utca - Tatár sor - Szent Miklós utca - Máriaváros, vasútállomás vá. | Máriaváros, vasútállomás vá. – Szent Miklós utca – Mária körút - Árpád körút - Küküllő utca - Ipoly utca - Botond utca - Szent Miklós utca - Tatár sor – Jász utca – Nyíri út – Március 15. utca – Irinyi utca – Akadémia körút – Nyíri út – Hétvezér utca – Tatár sor – Szent Miklós utca – Máriaváros, vasútállomás vá. |

## Megállóhelyei
| 0  | Máriaváros, vasútállomás végállomás |                                                  |
| 2  | Fürdő utca                          | 5                                                |
| 3  | Cserép utca                         | 5                                                |
| 4  | Táncsics kollégium                  | 5                                                |
| 5  | Nyíri úti kórház                    | 3, 14D, 20, 20H, 21, 22                          |
| 7  | Benkó-domb                          | 4, 12, 14, 14D, 22, 34                           |
| 9  | Kristály tér                        | 4, 12, 14, 14D, 22, 34                           |
| 10 | Szent Család Plébánia               | 4, 10, 12, 14, 14D, 22, 34                       |
| 11 | Irinyi utca                         | 4, 10, 12, 14, 14D, 22, 34 Helyközi buszok       |
| 12 | Aradi Vértanúk tere                 | 3, 14D, 20, 20H, 21, 29, 34, 34A Helyközi buszok |
| 13 | Planetárium                         | 3, 14D, 20, 20H, 21, 29, 34, 34A                 |
| 14 | SZTK                                | 3, 14D, 20, 20H, 29, 34A Helyközi buszok         |
| 15 | Nyíri úti kórház                    | 3, 14D, 20, 20H, 21, 22                          |
| 16 | Bányai Gimnázium                    | 5, 14D, 21, 22 Helyközi buszok                   |
| 17 | Akácfa utca                         | 5                                                |
| 18 | Hétvezér utca                       | 5                                                |
| 19 | Tatár sor                           | 5                                                |
| 20 | Máriaváros, vasútállomás végállomás | S210                                             |